# Kenan Karaman
Kenan Karaman (* 5. März 1994 in Stuttgart) ist ein türkisch-deutscher Fußballspieler. Der Stürmer steht seit September 2022 beim FC Schalke 04 unter Vertrag.

## Karriere

### Vereine
Karaman, der neben der deutschen Staatsangehörigkeit auch die türkische Staatsbürgerschaft besitzt, begann das Fußballspielen beim MTV Stuttgart und wechselte später zum VfB Stuttgart und zu den Stuttgarter Kickers. 2009 ging er zur TSG 1899 Hoffenheim. Bis 2011 wurde er ausschließlich in den Jugendmannschaften eingesetzt. Im März 2012 machte er sein Debüt in der Regionalligamannschaft der Hoffenheimer. Im Dezember 2013 stand er im DFB-Pokal-Spiel gegen den FC Schalke 04 erstmals im Profikader, kam jedoch nicht zum Einsatz. Am 2. März 2014 debütierte er in der Bundesliga, als er im Spiel gegen den VfL Wolfsburg kurz vor Schluss eingewechselt wurde.
Zur Saison 2014/15 wechselte Karaman gemeinsam mit seinem Teamkollegen Stefan Thesker zu Hannover 96. Er unterschrieb einen Vertrag bis zum 30. Juni 2017. Bei der 1:3-Heimniederlage gegen den VfB Stuttgart am 23. September 2015, dem 6. Spieltag der Saison 2015/16, erzielte er für Hannover seinen ersten Bundesligatreffer.
Am 18. Mai 2018 unterschrieb er bei Fortuna Düsseldorf einen Vertrag bis zum 30. Juni 2021. Mit dem Verein stieg er in der Saison 2019/20 als Tabellensiebzehnter in die 2. Bundesliga ab. In der Folgesaison verpasste der Verein den Wiederaufstieg. Er verlängerte seinen Vertrag bei den Düsseldorfern nicht, somit war er ab dem 1. Juli vereinslos.
Im Juli 2021 wechselte er ablösefrei zum türkischen Erstligisten und Double-Sieger der abgelaufenen Saison 2020/21 Beşiktaş Istanbul und unterschrieb dort einen Vertrag mit einer Laufzeit von drei Jahren.
Am 1. September 2022 wechselte er ablösefrei zum Erstligisten FC Schalke 04 mit einer Vertragslaufzeit von drei Jahren. Nach einer für ihn persönlich starken Zweitligasaison 2023/24, in der er Top-Scorer der Schalker mit 13 Toren und neun Vorlagen wurde, verlängerte er seinen Vertrag Anfang Juli 2024 vorzeitig bis Juni 2028. Wenige Tage später wurde zudem bekannt, dass Karaman Simon Terodde nach dessen Karriereende als Schalker Kapitän beerben wird.

### Nationalmannschaft
Karaman spielte bisher 21 Mal für Jugendmannschaften des Türkischen Fußballverbands. Am 9. November 2017 gab Karaman sein Debüt für die türkische Fußballnationalmannschaft. Er wurde bei einer 2:0-Niederlage gegen Rumänien in der 64. Minute für Hakan Çalhanoğlu eingewechselt.
Bei der infolge der COVID-19-Pandemie erst 2021 ausgetragenen Europameisterschaft 2020 gehörte er dem Kader an und bestritt alle drei Gruppenspiele. Sein Team beendete das Turnier jedoch punktlos als Gruppenletzter der Vorrunde.